# Phil Silvers

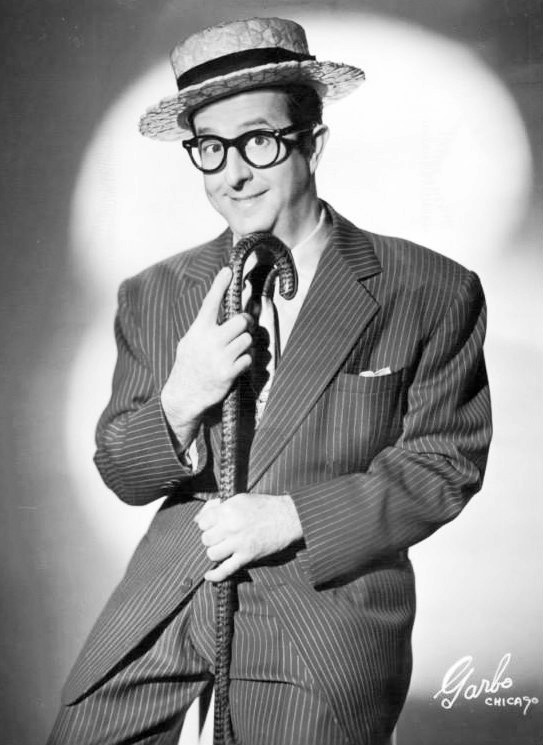
Phil Silvers in Top Banana

Phil Silvers (11 mei 1911 - 1 november 1985) was een Amerikaanse entertainer en komisch acteur. 
Silvers is vooral bekend als hoofdpersonage Sgt. Bilko uit de sitcom The Phil Silvers Show die van 1955 tot 1959 liep en waarvoor hij twee Primetime Emmy Awards won. Ook won hij twee Tony Awards voor zijn rol in de musicals Top Banana en A Funny Thing Happened on the Way to the Forum. Bekende films waar hij in meespeelde zijn onder meer It's a Mad, Mad, Mad, Mad World en Cover Girl.
Alhoewel hij geen songwriter was, schreef hij de songtekst (Jimmy Van Heusen verzorgde de muziek) van Nancy (with the Laughing Face) van Frank Sinatra, dat uitgroeide tot een jazz-standard.
- Biblioteca Nacional de España: XX1538427
- Bibliothèque nationale de France: cb148432633 (data)
- Gemeinsame Normdatei: 1055080562
- International Standard Name Identifier: 0000 0000 6301 2448
- Library of Congress Control Number: n50031159
- MusicBrainz: 6d8b4812-3566-4e6f-aa6d-9e7499c74e36
- Nationale Bibliotheek van Israël: 987007336688005171
- Istituto Centrale per il Catalogo Unico: UBOV908855
- SNAC: w6718tgk
- Système universitaire de documentation: 08718222X
- Trove: 975473
- Virtual International Authority File: 2661155
- WorldCat: E39PBJcWrGHMKjwHVgRRkmcwYP